# Estimi medievali
Gli estimi medievali o censimenti a fini fiscali sono delle rilevazioni che venivano fatte nel passato, nel medioevo e nell'età moderna, per ripartire il carico fiscale sui contribuenti. Con tale nome sono generalmente indicati anche i documenti relativi. 

## Generalità
Nel medioevo il prelievo fiscale non era di norma determinato dalla capacità contributiva della popolazione soggetta al tributo, bensì vigeva il procedimento opposto: partendo da un obiettivo di prelievo già determinato, si ripartiva il carico sui soggetti passivi. Questo vale per esempio, per estimi utilizzati nel nord Italia nel XV secolo, ma imposizioni similmente costituite dovevano già essere in uso nelle città comunali a partire dal XIII secolo.
Le tipologie di prelievi erano di diverso genere e colpivano di volta in volta sia basi contributive diverse (le teste, ossia le persone o ancora i beni immobili o mobili) che diverse categorie di contribuenti (cittadini o residenti nel contado). Per esempio la cosiddetta tassa sul sale consisteva nel prelevare obbligatoriamente, da parte dell'autorità locale, una certa quantità di sale – elemento indispensabile per la conservazione di cibi e anche per l'alimentazione umana e animale – ad un costo predeterminato, in base al numero dei componenti il nucleo familiare e anche degli animali posseduti. Era inoltre possibile che la quantità da levare (tale era in alcune zone il termine tecnico) fosse calcolata anche in base ai beni in proprietà. Non esisteva quindi, in passato, la distinzione odierna tra imposizione diretta e indiretta.

## Procedure
Le procedure erano certamente diverse a seconda delle epoche e delle zone, ma può essere identificato uno schema comune. Al fine di attribuire le quote impositive sulla popolazione assoggettata l'autorità della zona (per esempio il comune o il ducato) inviava appositi commissari estimatori che avevano il compito di valutare i beni. Ogni tante lire (nel senso di un'unità monetaria) di beni, si era assoggettati ad un certo prelievo. Nel caso di beni immobili, per fare un esempio, ad ogni ettaro di terra da lavoro poteva corrispondere un'imposta di 3 lire all'anno; ad ogni ettaro di vigna una di 6 lire ecc.  Del prelievo periodico, una volta definito il carico per ogni nucleo familiare soggetto al tributo, si occupavano apposite cariche locali minori, individuate dalla stessa popolazione mediante elezioni.

## Valore documentario e storico
La documentazione è di assoluto rilievo per lo storico in quanto fornisce dati, opportunamente elaborati e interpretati, sia di tipo demografico (il numero di persone per nucleo familiare, la composizione di questi; la popolazione complessiva e – a seconda della ricchezza della rilevazione – l'età dei componenti) che onomastico (nomi delle persone ed usi nell'attribuirli). Ancora ne derivano utili informazioni di ordine economico (eventuali mestieri, dati sulle colture e quindi sull'alimentazione, sul tipo di contratti agrari in essere in zona) o politico (territori soggetti all'imposta e territori esenti a seconda di influenze signorili o ecclesiastiche).
Infatti in genere venivano rilevati i beni attribuiti ad un capofamiglia, referente ai fini fiscali per l'intero nucleo, ma erano registrati anche i membri delle famiglie (almeno quelli compresi entro una certa fascia di età: per le tasse del sale in genere tra i 14 ed i 70 anni) appunto con le età. Ne derivavano diversi libri con le informazioni di dettaglio ed infine un libro generale, con indicate le somme da prelevare e i nomi dei capifamiglia assoggettati.
Un caso di particolare completezza e complessità è quello costituito dal catasto fiorentino applicato a Firenze nel 1427.  Spesso, tuttavia, questa documentazione è giunta fino a noi incompleta: dato il carattere poco equo di siffatta imposizione, i libri d'estimo  venivano distrutti dal popolo in occasione di rivolte o cambi di governo.